# Little Crow
Little Crow, egentligen Taoyateduta ("hans folk är rött") född omkring 1810 i Minnesota, död 3 juli 1863 i Hutchinson, Minnesota, var sioux och hövding för det s.k. kapozhabandet, som utgjorde en del av Dakota-stammen Mdewakanton ("bor vid den heliga sjön"). Namnet Little Crow är en grov felöversättning av ett ärftligt hövdinganamn: Cetan wakuwa mani ("höken som jagar gående"). Little Crow framträder i handlingarna som ledare för Kapozha 1837. Han beskrevs redan då som gravt alkoholiserad, en uppgift som återkom 1846 då han, troligen under en spritfest, blev skadskjuten av sin egen bror. Efter detta blev han nykter alkoholist och propagerade ivrigt för total avhållsamhet från alkohol bland sina stamfränder.
Little Crow var den förste av dakotahövdingarna att 1851 underteckna det s.k. Mendotaavtalet, enligt vilket dakotastammarna Mdewakanton och Wahpekute ("lövskogens skyttar") avstod nästan hela södra Minnesota till USA i utbyte mot ett litet reservat och en kontant engångsersättning om 1,4 miljoner dollar. Han anklagades därför av många stamfränder för både undfallenhet och medlöperi. Little Crow ställde 1857 upp med frivilliga på USA:s sida i jakten på sin mer krigiske släkting Inkpaduta. Han genomdrev också 1858 med USA:s bistånd en uppdelning av sitt reservat i individuella ägolotter vilket ansågs som ytterligare en anpassning till de vitas krav. Little Crows undfallenhet mot USA ledde till alltmer högljudda missnöjesyttringar bland hans undersåtar och 1862 utbröt ett öppet uppror trots att Little Crow vädjade till sina stamfränder att behålla lugnet. När han insåg att valmöjligheterna var uttömda ställde han sig i spetsen för upproret trots att han ansåg det dömt att misslyckas.
Upproret rasade i hela Minnesota under augusti-september 1862. Flera hundra vita nybyggare dödades, däribland många svenskar och norrmän. Dakotakrigarna misslyckades dock med att inta sitt huvudmål Fort Ridgely och i ett avgörande slag vid Wood Lake 23 september besegrades de grundligt av general Henry Hastings Sibleys trupper. Över 2000 dakotaindianer tillfångatogs, 303 dömdes till döden och 38 av dem hängdes i den största offentliga massavrättningen i USA:s historia i Mankato 26 december.
Little Crow flydde med några hundra dakotakrigare först västerut och efter ett misslyckat försök att mobilisera lakotaerna vidare till Kanada. Därifrån försökte han förhandlingsvägen lösa konflikten men misslyckades. Little Crow återvände 1863 till Minnesota och blev 3 juli skjuten till döds utanför Hutchinson av en nybyggare. Little Crow skalperades och styckades av nybyggarna som lämnade hans lik på stadens soptipp.